# Moxón - El Estokastiko viaje de Defekon I a través de los tiempos
Moxón es el tercer disco y primer disco doble de la banda de rock peruano Leusemia que marcó su inicio como banda de rock progresivo.
El disco fue experimental y no agradó a sus seguidores originales, quienes esperaban un sonido más cercano al punk, pero el cambio de estilo permitió aumentar su base de seguidores. En este disco Raúl Montañez abandonó el grupo por falta de compromiso y entró relevándolo Luis Sanguinetti.[cita requerida] Fue elegido el mejor disco del año en el Perú.[cita requerida]
Estuvo editado por la discográfica Huasipungo Producciones.

## Canciones
El disco está dividido en dos partes o Segmentos. La canción Moxón es un tema extendido formado por diferentes piezas o momentos, cada uno con un nombre diferente que hace referencia a una parte de la historia que cuenta la canción.

### Segmento I
1. Proemikhon - Kince Segundos de Gloria - Isopofakto
2. Don Pedro Marmaja - Don Pedro Sonaja o el son de Pedro Marmaja
3. Instantes Eternos
4. La Sonrisa Congelada
5. Un Camino que me lleve lejos de mi casa
6. Yo tengo tanto temor komo tu (Nacidos para bordear el miedo)
7. El derrumbe de los muros Ignominiosos
8. Las Mentiras del Emperador - Espécimen Sub Urbano
9. Eddy y los pajeros del diván japonés - El héroe y su relación con la heroína - Opera en un acto, con un solo actor y un solo y único clima sonoro
10. Reina de madrugadas o reina de malogradas

### Segmento II
1. Bonzo Dog / Dura Luz
2. Te dejó y se sentó entre los libros
3. Moxón 
  - Instintos irrefrenables
  - La espera y las prisas
  - Sobre el piso
  - La agonía
  - La marcha al trono
  - Los delirios tronales de la pujanza imperial
  - Moxón: La expulsión final
  - El adiós de Defekhon
4. Camisa de fuerza (cover de Los Saicos)
5. Epilomekon
6. Aún esperaba más (Bonus Track)
7. Por los caminos del alcohol (Bonus Track en vivo)
8. Al colegio no voy más (Bonus Track en vivo)
9. Demolición - La Karacola Subterránea (Bonus Track en vivo)

### Trivia
- Las canciones de este disco para el Tributo a Leusemia - 1983-2003 son "Don Pedro Marmaja" por el grupo de punk rock Zevende e "Instantes eternos" por el grupo Orgus.
- En este disco Leusemia canta una canción en alemán, en chino y un tango.

- Datos: Q6025483